# TV5 (フィリピン)
TV5は、フィリピンのメディアクエスト・ホールディングス傘下であるテレビ局。

## 主な番組
※フィリピンの放送局では番組の入れ替えが頻繁に行われるので、下記の番組が必ず放送されているとは限らない。
- アメージング・レース
- アイドルシリーズ
- The Million Pound Drop Live

### ニュース
- AKSYON (2010年–)

### バラエティ
- Wowowillie
- GAME 'n GO

### 喜劇
- Loko Moko U
- WOW MALI (X)

### トークショー
- juicy! (X)
- ANG LATEST

### 連続ドラマなど
- Babaeng HAMPASLUPA (X)
- ENCHANTED GARDEN (X)
- KIDLAT
- THIRD EYE
- NHK連続テレビ小説 あまちゃん（現地吹き替え版）[1]

### テレビアニメ（低年齢向け）
- BLACK BLOOD BROTHERS
- らき☆すた
- 灼眼のシャナ

### 特撮
- 仮面ライダー響鬼